# Balcerów
Balcerów [pronunciación en polaco: /balˈt͡sɛruf/] es un pueblo ubicado en el distrito administrativo de Gmina Skierniewice, dentro del condado de Skierniewice, Voivodato de Łódź, en el centro de Polonia. Se encuentra a unos 5 kilómetros al sur de Skierniewice y a 50 kilómetros al este de la capital regional Łódź.